# Alburquerque
Alburquerque – gmina w Hiszpanii w prowincji Badajoz, w rejonie Estremadura. W 2008 roku gminę zamieszkiwało 5 622 mieszkańców.